# Через реку в Детройт
Через реку в Детройт (англ. Across the River to Motor City) — канадский драматический мини-сериал. Премьера состоялась 22 ноября 2007, на телеканале Citytv.

## Сюжет
Это история борьбы между преданностью и личными амбициями. Семейные тайны и интриги разворачиваются на фоне некоторых важных событий из американской и канадской истории.
Сериал рассказывает о страховом следователе Бене Форде, который работает в приграничных городах Детройт и Уинсор.
На свой 30-й день рождения Бен планировал внести серьёзные изменения в свою жизнь: он купил обручальное кольцо и собирался предложить своей подруге, стюардессе Кэти Вилтон, выйти за него замуж, когда она «вернется из рейса»; хотел оставить работу в страховой компании и начать новую жизнь на другой стороне реки. Но, этот день, 22 ноября 1963 года, оказался роковым, и не только для него: был убит президент Кеннеди; Кэти исчезла на обратном полёте из Далласа.
40 лет спустя, Бенджамин Форд — больной, сломленный старик, который живёт вместе с семьей своей взрослой дочери Кэтлин. Неожиданно на пороге их дома появляется полиция, выясняется, что на заброшенной стройке были найдены останки двух тел, одно из которых, как установила экспертиза, принадлежит Кэти Вилтон, и Бенджамин основной подозреваемый в её убийстве.
Главная загадка, которую на протяжении всего сериала пытаются разгадать полицейские и дочь Бена, Кэтлин: «Что же на самом деле произошло с Кэти?».
Время действия
1963—1966 годы; 2003 год.
Место действия
Основные события разворачиваются в канадском Уинсоре и в американском Детройте, городах, которые соединяет между собой река Детройт.

## В ролях
- Саша Ройз — Бен Форд
- Анна Опеншоу — Кэтлин Форд-Макнил
- Джо Пингу — молодой Дейл Шерман
- Говард Джером — пожилой Дейл Шерман
- Шарлотта Салливан — Кэти Вилтон
- Мэтью Деслипе — Фрэнк Калассо
- Питер Стеббингс — Бретт Макнилл
- Алан Петерсон — Анджело Будро
- Равен Дауда — Джесси Причер
- Дэвид Фокс[англ.] — Бенджамин Форд
- Ананд Раджарам[англ.] — детектив Синг
- Виктор Гомеш — молодой Рафаэль Падрон
- Ленно Бритос — пожилой Рафаэль Падрон
- Дилан Аторс — Хантер Макнил
- Шон Салливан[англ.] — детектив Льюис
- Дэвид Ферри — Джованни Ризано
- Тара Никодемо — Лорейн Калассо
- Шабан Мёрфи — Мэри Харт
- Джессика Греко — Саманта Портер
- Стефано Ди Маттео — Сальвадор Круз
- Митчел Най[англ.] — Фрэнк Калассо-старший
- Даррен Луцио — Ник Дельдаго
- Лорри Айерс — Шейла Вилкинс

## Список серий
| 1 | «Happy Birthday, Mr. President» | 22 ноября 2007  |  |  |  |  |
|   |                                 |                 |  |  |  |  |
|   |                                 |                 |  |  |  |  |
| 2 | «Leaving on a Jet Plane»        | 29 ноября 2007  |  |  |  |  |
|   |                                 |                 |  |  |  |  |
|   |                                 |                 |  |  |  |  |
| 3 | «Stranger in the House»         | 6 декабря 2007  |  |  |  |  |
|   |                                 |                 |  |  |  |  |
|   |                                 |                 |  |  |  |  |
| 4 | «Treat Her Right»               | 13 декабря 2007 |  |  |  |  |
|   |                                 |                 |  |  |  |  |
|   |                                 |                 |  |  |  |  |
| 5 | «Walk Like a Man»               | 20 декабря 2007 |  |  |  |  |
|   |                                 |                 |  |  |  |  |
|   |                                 |                 |  |  |  |  |
| 6 | «Black Day in July»             | 27 декабря 2007 |  |  |  |  |

## Съёмки
Съемки сериала проходили в канадских городах Гамильтон, Торонто и Уинсор, и в американском Детройте.

## Персонажи
- Бен (Бенджамин) Форд — в прошлом (60-е годы): частный детектив страховой компании, подруга которого исчезла в тот же день, когда произошло убийство президента Кеннеди; в настоящий момент (2003 год): сломленный пожилой человек, которому сложно найти общий язык с собственной дочерью, и которого обвиняют в убийстве, совершенном 40 лет назад;
- Кэтлин Форд-Макнил — дочь Бенджамина Форда; успешная бизнес-леди, консультант в одной из крупнейших фирм Детройта;
- Бретт Макнил — муж Кэтлин, художник; преподает искусство в местном университете и ведёт домашнее хозяйство;
- Кэти Вилтон — подруга Бена Форда, любовь всей его жизни; работала стюардессой и бесследно исчезла через несколько часов после того, как был убит Кеннеди. Как предполагает Бен, она могла видеть что-то во время обратного полёта из Далласа за что и заплатила своей жизнью;
- Дейл Шерман — лучший друг Бена, актёр-комик по профессии и циник в реальной жизни. В молодости злоупотреблял спиртным и имел сложности в отношениях. Несмотря на его репутацию плохого парня, этот человек единственный, кому Бен Форд готов доверить собственную жизнь;
- Детектив Синг — ведёт расследование убийства Кэти Вилтон и пытается разгадать тайну, которую, как ему кажется, скрывает Бенджамин Форд;
- Анджело Будро — детектив в страховой компании, деловой партнёр Бена Форда;
- Фрэнк Калассо — бывший морской пехотинец, гангстер, выполняющий грязную работу для местной мафии; у него есть семья (жена и сын) и несколько любовниц, а ещё — неутолённое честолюбие и планы по поводу того как сместить собственного босса;
- Джесси Причер — коллега и друг Бена Форда, детектив; темнокожая женщина, у которой есть ум, амбиции, сила духа и решительность для того, чтобы бороться за место под солнцем в расово нетерпимой Америке 60-х годов.
- Джованни Ризано — глава преступной организации Детройта;
- Рафаэль Падрон — кубинский дипломат, он был на борту самолёта во время полёта из Далласа в Детройт, через несколько часов после событий в Далласе;
- Детектив Барнс — полицейский, к которому обращается за помощью Бен Форд, после исчезновения Кэти.

## Награды и номинации
Сведения о наградах и номинациях приводятся согласно данным Канадской академии кино и телевидения (ACCT), сайта IMDb, сайта Канадской гильдии писателей (WGC)
и сайта Канадской гильдии режиссёров (DGC).

### Награды
«Джемини»., 2008
- Лучший звук в драматической программе или сериале — Нельсон Феррейра, Стив Байн, Стивен Барден, Алекс Баллик, Эрик Фитц, Эндрю Тай.

Гильдия писателей Канады, 2008
- Лучший сценарий для драматического сериала — Денис Макграйт и Роберт Вертхаймер, эпизод «С Днем Рождения, мистер Президент».

Гильдия режиссёров Канады, 2008
- Производственный дизайн в телевизионном сериале — Рокко Матео, эпизод «Leaving on a Jet Plane».

### Номинации
«Джемини»., 2008
- Лучший драматический мини-сериал — Ричард Мозер, Роберт Вертхаймер, Дэвид Девайн;
- Лучший ведущий актёр в драматическом сериале — Дэвид Фокс;
- Лучший сценарий для драматического шоу или мини-сериала — Роберт Вертхаймер, Джоселин Корнфорт, Денис Макграйт;
- Лучшая фотография в драматической программе или сериале — Дэвид Грин;
- Лучший саундтрек в драматической программе, мини-сериале или телефильме — Кен Уорт, Алекс Хаскин[англ.];
- Лучший дизайн костюмов/работа художника в программе или сериале — Рокко Матео.

## Превью и рецензии
- Rob McKenzie. Top 10 new TV shows: No. 9, Across the River to Motor City (англ.) National Post. 9 сентября 2007
- Staff Writer. Dark, homegrown miniseries worthy prime-time watching (англ.) Winnipeg Free Press. 20 ноября 2007
- Vinay Menon. Bridge over troubled drama (англ.) Торонто Стар. 22 ноября 2007
- Alex Strachan. «Across the River» well worth watching (англ.) ''Canada.com''.[англ.] 22 ноября 2007
- Brent Furdyk. Take an intriguing, twist filled journey Across the River to Motor City (англ.) ''TVWeek''.[англ.] 17 ноября 2007
- John Doyle. Whodunit tale of love lost straddles two cities two eras (англ.) Globe and Mail. 22 ноября 2007
- Joel Rubinoff. I hope there’s buried gem in River (недоступная ссылка) (англ.) The Record.com. 29 ноября 2007